# Prunus rhamnoides
Prunus rhamnoides — вид квіткових рослин з родини трояндових (Rosaceae). Ареал охоплює такі країни: Беліз, Коста-Рика, Гватемала, Мексика, Нікарагуа, Панама.

## Середовище
Тіньовитривалий вид, вважається показником здоров'я лісу.

## Морфологічний опис
Це дерево заввишки від 7,5 до 15 метрів.

## Використання
Місцеве населення використовує її деревину для будівництва та виготовлення господарського знаряддя.